# Surush Tubwang
Surush Tubwang, conocido artísticamente como Pe' Hi-Rock (tailandés: เป้ ไฮ-ร็อก; 20 de noviembre de 1968 en la provincia de Nonthaburi), es un cantante heavy metal de tailandés. Además es director, vocalista y compositor de la banda Hi-Rock que trabaja con sellos discográficos RS Promotion entre 1990 a 1998.
El es reconocido por su registro voz de nota alta y su estilo melismático.

## Biografía
Su familia era de origen musulmán y muy pobre. Entonces, sólo tuvo seis años de educación primaria. Se hizo famoso a partir de 1990 con canciones famosas como The Cracked Mirror (กระจกร้าว/El espejo roto), By the time I felt (กว่าจะรู้สึก/Para cuando sentí), Unlucky (ซวย/De desventurado), Love Beyond Endurance (เกินห้ามใจ/Amor más allá de la paciencia) y Why don't you just kill me? (ทำไมไม่ทำให้ตาย/¿Por qué no me matas?).
Además, fue creador del restaurante Pe' Hi-Rock Cafè durante la Pandemia de COVID-19 en Tailandia. Estuvo casado tres veces y en 2020, se casó con Kuk Chaisuda, que es 21 años menor que él.

## Discografía

### Álbumes musicales

#### Hi-Rock
- 1990 : "Khon Phun Rock" (คนพันธุ์ร็อก)
- 1991 : "Bunyat Phar Paed" (บัญญัติผ่าแปด)
- 1993 : "Jeb Kwa Nee Mee Eek Mai" (เจ็บกว่านี้มีอีกไหม)
- 1995 : "HIV"

#### Álbumes sencillos
- 1998 : "Choab Dieaw"
- 2002 : "Program"